# SMエンタテインメント
株式会社SMエンタテインメント（エスエム・エンタテインメント、英: SM Entertainment Co., Ltd.、朝: 에스엠 엔터테인먼트）は、韓国の大手芸能プロダクション。

## 概要
韓国エンターテインメント界を代表する企業の1つであり、韓国でK-POPアイドル市場を事実上初めて開拓した企業でもある。経営の実権は、社名の由来となっている創業者で筆頭株主のイ・スマン（Lee Soo Man）だったが、2023年、経営権紛争でイ・スマン側が退社した。2023年以降、大株主は約40％の持分を持つカカオ（カカオエンターテインメント）。
エンターテインメント企業として、2000年に初めてKOSDAQに上場し、上場により得た信用力と巨額資金を基に事業を拡大させ、急成長した。1990年、SMの1号ダンスポップ歌手のヒョン・ジニョンを皮切りに、アイドル業界に「練習生制度」という独特な制度を導入し始めた。
イ・スマンが直接発刊した『イ・スマン評伝』では、米国の「モータウンレーベル」のように作ることが目標だったと明らかにした。戦略面では、ブルー・オーシャン戦略（競争の激しいレッド・オーシャン市場を避け、競争的ではなく未開のブルー・オーシャン市場に参入する戦略）、CT（カルチャー・テクノロジー）理論（現地化戦略）を推し進めてきた。
ブルー・オーシャン戦略は、韓流の原動力となるなど、業界の発展に大きく貢献したとして高く評価されているが、CT理論は、画一化された音楽や歌手を「商品」という形で量産し続け、結果的に韓国の音楽文化を荒廃させたとの批判が多い。
CD販売が低迷していた2000年代に、日本企業や大手芸能事務所はデジタル・ストリーミングへの適切な転換を行わず、CD販売やアナログ的な手法に固執していた。
文春オンラインによると、秋元康がCD販売に重点を置いた「AKB商法」を行っていたとされているが、多くの韓国企業は、いち早く時代の変化に気付き、世界的基準でどの国よりも早くデジタル・ストリーミング音楽市場を作り上げ、SMはそのデジタル・ストリーミングの流れに沿ってBoA、東方神起、SUPER JUNIOR、少女時代など、先進的な音楽要素を基にしたグローバルコンテンツを世界に送り出し、既成概念に囚われない柔軟な経営方針により、K-POPの礎を築いた。
韓国音楽産業協会正会員、韓国演芸製作者協会会員。韓国標準産業分類による業種は「記録媒体複製業」。アイドル歌手を中心とした音楽ソフト制作や芸能マネージメントが主な事業であり、レコード会社としては、韓国最大手に位置している。番組制作・オンライン事業、傘下企業を通じた芸能スクール運営・カラオケ機器製造、カラオケ店運営、不動産開発なども行っている。

## 沿革

### 創業
言論統廃合を機に、芸能界に見切りをつけ、アメリカへ留学した元歌手で司会者のイ・スマンが、現地でのMTV人気に感化され、音楽プロデューサーへの転身を決意し、帰国後の1989年、前身となる「SM企画」を立ち上げたのが始まりである。
スマンはまず、プロのブレイクダンサーをヒップホップ歌手に仕立て上げ、1990年にヒョン・ジニョンをデビューさせた。ジニョンは、ヒップホップ・ブームの先駆者として一躍人気を得るも、その後、スマンは、販売委託先の不渡りや歌手本人の麻薬使用による検察のアルバム押収騒ぎに巻き込まれ、大きな痛手を負ってしまう。

### アイドルグループ結成
1994年、イ・スマンは次の一手として、アメリカのティーンアイドルを参考にし、男性アイドルグループの結成を決断。翌1995年、新たにレコード会社として「株式会社エスエム・エンタテインメント」を設立しながら5人の少年を選抜。1996年に彼らを「H.O.T.」としてデビューさせる。
当時、韓国ではニュー・キッズ・オン・ザ・ブロックやソテジワアイドゥルが大人気となるなど、10代の消費力が音楽市場を席巻しつつあり、これに注目した、受け手と同世代のダンスグループをつくるべきとの結論に達して企画したものであった。この読みは的中して、H.O.T.は、デビュー直後から瞬く間にティーンエイジャーから爆発的な人気を呼び、彼らのアルバム販売と韓国では初となる肖像権のライセンシングによって、スマンは経営者として初めて大きな成功を手にする。
その後もスマンは、発掘・育成システムの整備を進める一方で、練習生の中から1997年に女性3人組の「S.E.S.」、翌1998年に男性6人組の「神話」をデビューさせる。そして、SMは彼らをスターへと押し上げることで模倣し追随する他社を振り切り、H.O.T.の登場で一気にアイドルグループ全盛の時代に突入した韓国の歌謡界において確固たる地位を築いていった。

### 海外進出とKOSDAQ上場
1998年、SMは韓国の同業他社に先んじて、設立以来の目標であった海外進出を開始する。最初の進出先は日本で、スカイプランニングと提携を結び、S.E.S.をJ-POP歌手としてデビューさせた。しかし、これは失敗に終わり、日本ではヒットさせるまでに時間が掛かることを痛感させられたイ・スマンは、その期間を逆算し、次はもっと若い歌手を送り込もうと社運を賭けたプロジェクトを起こす。それは、総額30億ウォン（結果的には50億ウォン）という手持ちの資金も軽く吹き飛ぶ大金を投じるものであった。
イ・スマンは、この計画のためにスカウトした当時小学生のBoAをホリプロの力も借りながら、約2年かけて「日本の歌手」に育成する。そして、海外進出の中で障害になっていた信用力のなさを解消するため、当時エイベックスの会長兼社長を務めていた依田巽からのアドバイスを受けて、SMを韓国の芸能関連企業としては初めてKOSDAQに上場させたり、吉本興業やエイベックスと共同で、日本での活動拠点「エスエム・エンタテインメント・ジャパン」を設立したりと、万全の準備を整えた上で、2001年5月に日本でデビューさせた。結果は大成功で、韓国よりも先に日本でスターダムへと登りつめたBoAは、1年間だけで40億ウォンの原盤印税収入をもたらすなど、SMの経営を潤すとともに、韓国のポップス歌手を日本市場に向かせるきっかけをもつくった。
また、BoAの日本進出前には、日本の企業とも様々な契約を交わしており、1999年にはテレビ朝日ミュージックと韓国でのサブ・パブリッシング契約を、ビクターエンタテインメントと韓国でのライセンス契約を、2000年にはエイベックスとクロスライセンス契約を締結した。さらに、吉本興業やファンダンゴとの合弁で「ファンダンゴ・コリア」を設立し、オンライン事業にも参入。2001年にはウォルト・ディズニー・カンパニーと韓国でのライセンス契約を締結している（2002年12月まで）。
一方、中国には、アルバムのリリースにより人気が出ていたH.O.T.を進出させ、2000年には、北京での大規模コンサートを成功させる。本公演は、中国本土でのティーンエイジャー向け音楽市場の顕在化や韓流ブームの本格化をもたらし、また、イ・スマンが公演直前に後援側である韓国文化観光部の長官に働きかけたことで、渡航制限のある兵役前の韓国男性でも芸能人なら例外的に出国回数の制限がない「複数旅券」が発給されるようになり、H.O.T.をはじめとする男性タレントの海外展開が容易になる契機ともなった。

### 娯楽企業への転換と横領事件の発覚
2002年4月、SM所属歌手のマネージメントとタレントの養成を請け負っていたイ・スマン所有のフォーエムイーを吸収合併し、一度分けていた業務の一本化を遂行、SMはレコード事業と芸能マネージメント事業を併せ持つ総合エンターテインメント会社へと転換する。
その最中、同年1月の文化放送（MBC）の報道をきっかけに始まった、歌手の宣伝費にまつわる芸能界とテレビ局・新聞社との一大スキャンダル、通称「PR費事件」に関するソウル地方検察庁（現・ソウル中央地方検察庁）強力部の捜査の過程で、上場前年の1999年にSMの資金約11億ウォンが横領され、資本金の水増しに使われていたことが発覚。この横領などの疑いで、SMの当時の代表理事社長が同年7月に、帰国せず国際手配されていた理事も翌2003年5月に逮捕され、その後、代表理事には懲役1年6か月・執行猶予2年、理事には懲役2年・執行猶予3年の判決が言い渡された（理事のみは2007年2月実施の財界人を主対象とした大統領就任4周年記念恩赦により赦免（特赦及び復権）されている）。
7月、韓国公正取引委員会から専属契約の内容に対し是正命令。

### 事業の多角化
2003年1月には、塾事業会社のスターライトを買収。子会社を通じて「スターライト・アカデミー・システム」（後のSMアカデミー）を開校し、歌手・俳優・マネージャーなどを育成する芸能スクール事業に乗り出す。この学校からは、その後SMが需要に応じて市場へ送り出した東方神起、SUPER JUNIOR、少女時代のほか、他の芸能事務所からデビューしたバトル（Battle）、エースタイル（A'ST1）といったアイドルグループのメンバーらを輩出した。
2004年2月、第三者割当増資を実施し、エイベックスが資本参加（資本金23億3682万8000ウォン）。
2005年7月、株主割当無償増資を実施（資本金50億ウォン）。8月には、第三者割当増資を実施。エイベックスとUSENが引受け、エイベックスの保有株は5.75%から6.54%に（資本金53億430万3500ウォン）。同時にエイベックスとUSENの両社と戦略的提携を締結。
2005年頃からは、韓国のレコード市場が衰退の一途を辿るなか、音楽産業への依存体制から脱却するべく、実績あるコメディアン・俳優の招聘や所属歌手の俳優業への進出を推し進めるとともに、ミュージカル興行、ドラマや映画を中心とした映像制作、そして韓国では、レコード市場を完全に凌駕する市場規模にまで成長していたカラオケ業など、異業種に次々と参入して事業を拡大させる。
2006年7月には、嵐が所属するジャニーズ事務所関連企業であるレコード会社「ジェイ・ストーム（現・ストームレーベルズ）」と韓国でのライセンス契約を締結した。また、本業の音楽制作・芸能マネージメント事業においても、いずれ世界最大の市場になると目される中国で強固な地盤を築くため、同年9月、香港に現地法人「SMエンタテインメントアジア」を設立し、韓国側で育てた現地歌手を送り込む試みを行っている。

### 2006年 - 2009年
2006年1月、公募増資を実施（資本金63億2380万3500ウォン）。8月、ファンダンゴ・コリアを吸収合併。11月、映像ソフト販売会社のビットウィンを買収。12月には、SMブラボー（旧・ブラボー・ミュージック）を買収し、カラオケ事業に参入。コミュニティサイト運営会社のダモイムを買収。
2007年1月、第三者割当増資を実施。エイベックスとドワンゴが引受け、エイベックスは16.91%の株式を保有する第2位株主に（資本金80億3902万ウォン）。9月、韓国公正取引委員会から専属契約の内容に対し2度目の是正命令。10月には、SMを中心に設立された「SMコンソーシアム」が、「聞慶映像文化複合都市」造成事業への2兆6000億ウォンの投資と文化・レジャー施設などの建設に関する基本協約を聞慶市と締結。12月、SMオンライン（旧・ダモイム）を売却した。
2008年7月、SMピクチャーズ（旧・ビットウィン）を売却。8月には、アメリカ現地法人「SMエンタテインメントUSA」を設立。

### 2010年 - 2016年
2010年3月、YGエンターテインメント・JYPエンターテインメントなど韓国の芸能プロダクション7社とともに、音楽流通会社「KMPホールディングス」を設立。
2011年4月、YG・JYP・キーイスト・AMENT、スタージェイエンターテイメントらとともに、アジア進出のための国際エージェンシー「ユナイテッド・アジア・マネジメント」を設立。8月、トゥルー・コーポレーション傘下であるトゥルー・ビジョンとの、初の海外合弁会社「SM True」を設立。
2012年4月、旅行代理店・BT&I（現・SM C&C）を買収。
2014年8月、f(x)以来5年ぶりとなるガールズグループ「Red Velvet」がデビューした。
2016年1月27日、イ・スマンがSMTOWN＠coexartiumにてプレゼンテーションショー「SMTOWN : New Culture Technology, 2016」を開催し、新規プロジェクトの1つとして、EDMレーベル・ScreaM Records を発表。同時に、メンバー数に制限のない新しい概念の新ボーイズグループ・NCTの計画も発表された。2016年4月、NCT初の派生ユニット「NCT U」がデビュー。その後、7月に「NCT 127」、8月に「NCT DREAM」がデビューした。

### 2017年 - 2022年：NCTの拡大、事業の拡大、「SM 2.0」時代の終焉
2018年5月、ベトナムのIPPグループとベトナム市場進出のためMOU（国際交流協定）を締結。
2019年1月、中華圏を中心に活動するNCTの派生ユニット「WayV」がデビュー。
2020年4月、NAVERと共同グローバル事業を推進する内容のMOUを締結。この一環として、世界初のライブコンサートストリーミングサービス「Beyond LIVE」をスタート。その後、SMとJYPが同サービスを企画・運営する新会社「Beyond LIVE Corporation」を設立した。9月には、K-POP養成教育機関・SM Instituteの設立を発表。11月17日には、Red Velvet以来6年ぶりのガールズグループ「aespa」がデビューした。
2021年4月、ドラマ、バラエティ、ニューメディア分野を統合管理する中間持株会社・SM Studiosを設立。SMが所有しているSM C&C、キーイースト、SMライフデザイングループ、DEAR U、MYSTIC STORYの全ての株を、100%子会社のSM Studiosに現物出資した。
2022年12月31日、イ・スマンの個人会社であるライク企画とのプロデュース契約を終了。

### 2023年 - 現在：「SM3.0」時代へ
2023年2月3日、SMは公式YouTubeチャンネルとホームページを通じて新成長戦略「SM3.0」を発表する動画を公開。動画では、イ・スマン総括プロデューサーの主導で1996年にデビューしたH.O.T.をはじめ、東方神起・SUPER JUNIOR・少女時代・SHINeeなどが誕生した2010年までを「SM1.0」、キム・ヨンミン総括社長体制のもと、EXO・Red Velvet・NCT・aespaらが誕生した2022年までを「SM2.0」と位置付け、2023年からは「SM3.0」に移行すると説明した。また、従来のイ・スマン率いるワンマンプロデュースから、5つの制作センターと1つの「仮想アーティスト／IP制作センター」からなるマルチプロデュース体制へと転換することを発表した。
2月7日、株式会社カカオ、およびカカオエンターテインメントと戦略的パートナーシップを締結したことを発表。新株および転換社債買収により、カカオのSM持ち株比率は9.05％となった。
2月22日、HYBEにより統括プロデューサーであるイ・スマン氏の持ち株18.73% のうち14.8%を4428億ウォン（日本円で約440億円）で買収される。これにより、HYBEはSMエンタテインメントの筆頭株主（主要株主）となった。3月に入ると、カカオとHYBEによるSMエンタテインメントのTOB合戦が、両者の合意により経営権カカオ、プラットフォーム協力HYBEという形で終了したことが発表された。3月28日、カカオがTOBにより、本企業の株式40％分を取得し、筆頭株主になった。
8月1日、SMエンタテインメントとカカオエンターテインメントが北米で統合法人を設立することを発表。カカオエンターテインメント・アメリカとSMエンタテインメント・USAの役割を統合し、両社の所属アーティストの海外進出や新たなIP開発などの機能を担う。翌月には、音楽パブリッシング子会社・Kreation Music Rightsを設立した。
9月4日、NCT以来7年ぶりとなるボーイズグループ、および "脱イ・スマン" 体制では初となる新グループ「RIIZE」を、翌年2月には、日本人の比重を増やしたNCT最後の派生ユニット「NCT WISH」を輩出した。
2024年5月1日、コンテンポラリーR&Bレーベル・KRUCIALIZEの設立を発表。9月10日、SM初のバーチャルアーティスト「nævis」がデビュー。
10月、SMが2025年に創立30周年を迎えるにあたり、記念プロジェクトを進めると発表。30年間の歩みにスポットを当てたブランドフィルム「THE CULTURE」をYouTubeで公開するとともに、SMのロゴを変形させてデザインされた、30周年記念CIが公開された。以降、アーティストのMVの最後に表示されるSMロゴは30周年記念ロゴになっている。
また、同プロジェクトの一環として、2025年1月よりSMTOWNワールドツアー「SMTOWN LIVE 2025 [THE CULTURE, THE FUTURE]」が開催され、2月にSMTOWNアルバム「2025 SMTOWN : THE CULTURE, THE FUTURE」が発売された。2月24日には、aespa以来5年ぶりのガールズグループ「Hearts2Hearts」がデビュー。
2025年5月27日、HYBEが2023年より保有していたSMエンタテインメント全株式をテンセント・ミュージックに売却。6月には、2001年設立の日本法人エスエム・エンタテインメント・ジャパンがSMEJ Holdingsへ商号変更。同時に、2020年よりSMアーティストの日本マネジメントを行っていたストリームメディアコーポレーションが、SM ENTERTAINMENT JAPANへ商号変更した。

## 役員

### 主な役員
2025年現在
- チャン・チョルヒョク - 共同代表取締役CEO
- タク・ヨンジュン - 共同代表取締役CEO / COO
- チェ・ジョンミン - 社内取締役

### 過去の主な役員
イ・スマン（李秀満、이수만）
創業者。元筆頭株主・元統括プロデューサーであり、創業以来の実質的な経営者だった。2023年には経営権紛争が起こり、SMを退社。退社後はA2Oエンターテインメントを創設し、新たなアイドルをプロデュースしている。姪は少女時代のサニー。
キム・ヨンミン（金英敏、김영민）
第4代代表取締役。4歳から日本に居住し、大学進学時に帰国、高麗大学校経営大学院中退後の1999年に入社し、BoAの日本進出やエイベックスとの調整を担当。長い間SMエンタテインメントに携わり、グループ総括社長・取締役会議長・代表取締役・SM C&C登記理事などを歴任。その後はSMを退社し、2024年にはHYBE JAPANの会長に就任した。
ナム・ソヨン（南昭英、남소영）
エスエム・エンタテインメント・ジャパン元代表取締役。日系レコード会社「サンポニー」（現・ポニーキャニオンコリア）に勤務後、日本に渡り、スカイプランニングでスージー・カン、ビビアン・スー、S.E.S.などを担当、その後イ・スマンに日本でのBoAのマネージャーとして引き抜かれ、SMジャパンの設立にも尽力。

## レーベル
社内レーベル
- SM Classics：クラシックレーベル
- ScreaM Records：ダンスミュージックレーベル
- KRUCIALIZE：コンテンポラリー・R&Bレーベル

## 系列会社
- 株式会社SMEJ Holdings
  - 株式会社SM ENTERTAINMENT JAPAN
    - 株式会社エブリシングジャパン

  - 株式会社SMEJ Plus
- SM Studios
  - SM Culture & Contents
    - skybottle

  - SM Life Design Group
    - MOA L&B International

  - Dear U
  - Mystic Story
  - KeyEast
- DREAM MAKER ENTERTAINMENT LIMITED
  - DREAM WITH US
  - S.M.(Beijing) Entertainment
  - 株式会社Beyond Live Corporation
    - 株式会社Beyond Live Japan

  - DREAM MAKER ENTERTAINMENT U.S.A. INC.
- S.M. ENTERTAINMENT USA, INC.
  - S.M. INNOVATIVE HOLDINGS, LLC
    - S.M. INNOVATIVE AMUSEMENT, LLC
    - CREATIVE SPACE DEVELOPMENT, LLC
    - CREATIVE SPACE DEVELOPMENT PROPERTY, LLC
    - CREATIVE SPACE ENTERTAINMENT, INC.
    - CREATIVE SPACE INNOVATION, LLC
- SMTOWN PLANNER
- KREATION MUSIC RIGHTS（旧：SM Friends）
  - Kreation Music Rights Europe AB
- Studio Realive
  - Studio A
  - STUDIO CLON
    - キャッチャーズ文化産業専門会社
- SM Culture Partners
- SM Universe
- SM & Kakao Entertainment America Corp.（旧：Kakao Entertainment America Corp.）
  - MADE IN KOREA MEDIA LIMITED
- SM BRAND MARKETING
  - SM BRAND MARKETING SE ASIA Holdings PTE. LTD.
    - PT. SMBM INDONESIA CORPORATION
    - SM LIFESTYLE CO., LTD.

  - Urban Coconut Inc
- 卡斯梦（上海）文化传播有限公司

## 旧系列会社
フォーエムイー（4Me）
SM所属タレントのマネージメントを担当。1997年4月設立。2001年1月に「エスエム・エンタープライズ」から社名を変更、翌2002年4月にSMに吸収合併され消滅。
ファンダンゴ・コリア
SMのオンライン事業を担当。2000年12月、吉本興業やファンダンゴ（現・よしもとファンダンゴ）などとの合弁で設立。2005年11月にアイリバーで知られるレインコムの子会社で同業の「ユリオン」と合併することで合意したものの、翌2006年4月に解消、同年8月にSMに吸収合併され、消滅（SMは2005年から2007年までファンタンゴにも出資）。
エスエム・オンライン（SMオンライン）
エムアンドキャスト（mncast）、アイプル（iple）などのコミュニティサイトを運営。1999年10月設立。2006年12月にSMが買収し、「ダモイム」から社名変更。2007年12月に音楽配信サービス大手のソリバダへ売却。
エスエム・ピクチャーズ（SMピクチャーズ）
元従属会社。音楽・映像ソフトの企画・製造・販売、映画制作。1999年2月設立、2003年12月KOSDAQ上場（証券コード066410）。2006年11月にSMが買収し、2007年3月に「ビットウィン」から社名変更。2008年7月にプレミア・エンターテインメントへ売却され、「プレジーエム」（PRE.GM）に社名を再変更。売却後も、SMが制作する音楽・映像ソフトの流通を担当している。
ガオ・エンターテインメント
音楽・映像コンテンツの企画・製造・販売。2004年設立。2006年11月に親会社のビットウィンとともに傘下入り。2008年7月にSMピクチャーズとともに系列離脱。
エスエム・エフアンドビー・ディベロップメント（SM F&Bディベロップメント）
外食事業。2008年1月設立。2021年12月に清算。
（グループ離脱順）

## 主な取引先
エイベックス・グループ・ホールディングス
日本企業。SMに総額約168億ウォン出資し、16.91%の株式を保有。2010年2月24日に全株売却。保有する原盤権の韓国でのライセンスをSMに供与。
エイベックス・アジア
香港企業。SMから保有する複製権の東アジアでのライセンスを取得。
エイベックス・エンタテインメント
日本企業。SMから所属タレントの日本国内のマネージメントを受託。2007年6月からは新設の「S.M.エンタテインメント・マネジメント部」が担当。
ジェイ・ストーム（現・ストームレーベルズ）
日本企業。所属グループ「嵐」の作品の韓国でのライセンスをSMに供与（SMは、2006年11月、および2008年11月に開催された同グループの韓国公演もフジテレビと共同で主催）。
テレビ朝日ミュージック
日本企業。B'z、GLAYなどの管理楽曲の韓国国内での管理（サブ・パブリッシング）をSMに委託。
ライク企画（ライク・プランニング）
韓国企業、創業者イ・スマンの個人企業。SMから制作する作品に対する音楽的な助言とプロデュースを受託。手数料は売上の15%（ライセンス作品は5%）。
（五十音順。2008年11月現在）

## 所属アーティスト

### 音楽グループ
- 太字はリーダー

| グループ      | メンバー | 脱退メンバー                                | デビュー |
| ------------- | --- | ------------------------------------------- | -------- |
| 東方神起      | ユンホ、チャンミン | ジェジュン、ジュンス、ユチョン              | 2003年   |
| SUPER JUNIOR  | イトゥク、ヒチョル、イェソン、シンドン、ウニョク、 ドンヘ、シウォン、リョウク、キュヒョン、ソンミン | ハンギョン、キボム、カンイン                | 2005年   |
| 少女時代      | テヨン、サニー、ティファニー、ヒョヨン、 ユリ、スヨン、ユナ、ソヒョン | ジェシカ                                    | 2007年   |
| SHINee        | オンユ、ジョンヒョン、キー、ミンホ 、テミン |                                             | 2008年   |
| EXO           | スホ、シウミン、レイ、ベクヒョン、チェン、 チャンヨル、ディオ、カイ、セフン | クリス、ルハン、タオ                        | 2012年   |
| Red Velvet    | アイリーン、スルギ、ウェンディ、ジョイ、イェリ |                                             | 2014年   |
| NCT           | ジャニー、テヨン、ユウタ、クン、ドヨン、テン、 ジェヒョン、ウィンウィン、ジョンウ、マーク、 シャオジュン、ヘンドリー、ロンジュン、ジェノ、 ヘチャン、ジェミン、ヤンヤン、チョンロ、チソン、 シオン、リク、ユウシ、ジェヒ、リョウ、サクヤ | ルーカス、ショウタロウ、 ソンチャン、テイル | 2016年   |
| aespa         | カリナ、ジゼル、ウィンター、ニンニン |                                             | 2020年   |
| RIIZE         | ショウタロウ、ウンソク、ソンチャン、ウォンビン、ソヒ、アントン | スンハン                                    | 2023年   |
| Hearts2Hearts | カルメン、ジウ、ユハ、ステラ、ジュウン、エイナ、イアン、イェオン |                                             | 2025年   |
| SMルーキーズ  | |                                             |          |

### ユニット
| グループ                | メンバー                                                                                | 脱退メンバー                                               | デビュー |
| ----------------------- | --------------------------------------------------------------------------------------- | ---------------------------------------------------------- | -------- |
| SUPER JUNIOR-K.R.Y.     | イェソン、リョウク、キュヒョン                                                          |                                                            | 2006年   |
| SUPER JUNIOR-T          | イトゥク、ヒチョル、シンドン、ソンミン、ウニョク                                        | カンイン                                                   | 2007年   |
| SUPER JUNIOR-M          | シウォン、ソンミン、ウニョク、ドンヘ、リョウク、キュヒョン、チョウミ                    | ハンギョン、ヘンリー                                       | 2008年   |
| SUPER JUNIOR-Happy      | イトゥク、イェソン、シンドン、ソンミン、ウニョク                                        | カンイン                                                   | 2008年   |
| SM The Ballad           | チャンミン、イェソン、キュヒョン、チョウミ、テヨン、チェン                              | ジェイ・キム、ジノ、チャン・リインクリスタル、ジョンヒョン | 2010年   |
| EXO-K                   | スホ、ベクヒョン、チャンヨル、ディオ、カイ、セフン                                      |                                                            | 2012年   |
| EXO-M                   | シウミン、レイ、チェン                                                                  | クリス、ルハン、タオ                                       | 2012年   |
| NCT 127                 | ジャニー、テヨン、ユウタ、ドヨン、ジェヒョン、 ウィンウィン、ジョンウ、マーク、ヘチャン | テイル                                                     | 2016年   |
| NCT DREAM               | マーク、ロンジュン、ジェノ、ヘチャン、ジェミン、チョンロ、チソン                        |                                                            | 2016年   |
| 少女時代-Oh! GG         | テヨン、サニー、ヒョヨン、ユリ、ユナ                                                    |                                                            | 2018年   |
| WayV                    | クン、テン、ウィンウィン、シャオジュン、ヘンドリー、ヤンヤン                            | ルーカス                                                   | 2019年   |
| SuperM                  | ベクヒョン、テミン、カイ、テヨン、テン、ルーカス、マーク                                |                                                            | 2019年   |
| EXO-SC                  | チャンヨル、セフン                                                                      |                                                            | 2019年   |
| Red Velvet-IRENE&SEULGI | アイリーン、スルギ                                                                      |                                                            | 2020年   |
| WayV-KUN&XIAOJUN        | クン、シャオジュン                                                                      |                                                            | 2021年   |
| WayV-TEN&YANGYANG       | テン、ヤンヤン                                                                          |                                                            | 2021年   |
| GOT the beat            | BoA、テヨン、ヒョヨン、スルギ、ウェンディ、カリナ、ウィンター                           |                                                            | 2022年   |
| SUPER JUNIOR-L.S.S.     | イトゥク、シンドン、シウォン                                                            |                                                            | 2022年   |
| NCT DOJAEJUNG           | ドヨン、ジェヒョン、ジョンウ                                                            |                                                            | 2023年   |
| NCT WISH                | シオン、リク、ユウシ、ジェヒ、リョウ、サクヤ                                            |                                                            | 2024年   |

### ソロ歌手
| アーティスト | 備考                   | デビュー |
| ------------ | ---------------------- | -------- |
| BoA          |                        | 2000年   |
| KANGTA       | H.O.T.の元メンバー     | 2001年   |
| キム・イサク |                        | 2002年   |
| ルーカス     | NCTの元メンバー        | 2024年   |
| nævis        | バーチャルアーティスト | 2024年   |
| Xnghan       | RIIZEの元メンバー      | 2025年   |

### 役者
| 名前             | 職業         | デビュー |
| ---------------- | ------------ | -------- |
| イ・ジェロン     | 俳優         | 1986年   |
| ユ・ホジョン     | 俳優         | 1991年   |
| チェ・ジョンユン | 俳優         | 2006年   |
| キム・イアン     | 俳優         | 2011年   |
| イ・チョヌ       | 俳優、モデル | 2014年   |
| キ・ドフン       | 俳優、モデル | 2015年   |

### コメディアン
- キム・ミジン（김미진）- 女性コメディアン
- キム・ワンギ（김완기）- 男性コメディアン
- チョン・ファンギュ（전환규）- 男性コメディアン
- ティンティンファイブ（틴틴파이브）- 1993年結成の男性5人組コメディ音楽グループ、普段は個別に活動
  - イ・ウンホ（이웅호）
  - イ・ドンウ（이동우）
  - キム・ギョンシク（김경식）
  - ピョ・インボン（표인봉）
  - ホン・ロッキ（ホン・ノッキ、洪祿基、홍록기）

### 振付師
- 仲宗根梨乃

## 旧所属アーティスト
SMジャパン・SMアジアに所属の歌手・タレントも含む。

### 音楽グループ・ソロ歌手
- ヒョン・ジンヨン（현진영） - 1990年デビュー
- ハン・トンジュン（한동준） - 1991年デビュー
- キム・クァンジン（김광진） - 1991年デビュー
- MAJOR - 1994年結成
- J&J - 1994年結成
- Bad Boy's Circle - 1998年結成の3人組ボーイズグループ[111]、アルバム1作のみで2003年頃に契約満了[112]
- H.O.T. - 1996年結成の5人組ボーイズグループ、2001年に解散
  - ムン・ヒジュン（文熙畯） - 2004年に個人事務所のPSエンターテインメントへ移籍
- S.E.S. - 1997年結成の3人組ガールズグループ、2002年に解散
  - シュー - 2005年にカルチャーマーケティンググループへ移籍
- Sugar- 2001年結成の4人組（メンバーの入れ替えがあったので、メンバー経験者は計5人）ガールズグループ、2006年に解散。子会社スターワールドに所属していた。
- 神飛 - 2002年結成の3人組ガールズグループ、SM傘下のシドケイ・エンターテインメント所属[34]、アルバム1作のみで活動休止
- 神話 - 1998年結成の男性6人組、2003年にグッド・エンターテインメントへ移籍
- TiA - 2004年デビューの女性歌手、SMジャパン初代代表の栗田秀一が経営するレインボーエンタテインメントへ移籍
- Fly to the Sky - 1999年結成の2人組ボーイズグループ、2004年に契約満了、2005年にピープル・クリエイティブへ移籍
- Black Beat - 2002年結成の5人組ボーイズグループ（デビュー時は7人組）、2007年に活動休止[113]。
  - 2007年、メンバーのチャン・ジニョンは、レボルーション・ナンバーナインへ移籍し、高校時代の友人と音楽デュオ「バイ・ジンソン」（by진성）を結成し、再デビュー[113]。残る4名は、2008年現在もSMに所属している（事業報告書にはジニョンの名も残ったままになっている）[20]。
- M.I.L.K. - 2001年結成の4人組ガールズグループ。子会社BMエンターテインメントに所属していた。アルバム1作のみで事実上の解散となった。
  - 2004年メンバーのペ・ユミ（배유미）は、ソム・エンターテインメントへ移籍し、女優のほか、「ベ・ユミ」名義で『フタコイ オルタナティブ』の主題歌も担当するなど歌手としても活動[114][115]。
- TRAX - 2004年結成の4人組ボーイズグループ（後に2人組）、2019年に契約満了
- f(x) - 2009年結成の4人組ガールズグループ（2015年8月末まで5人組）
- J-Min - 2007年デビューのソロ歌手。2025年3月末をもって契約終了

### タレント・役者・コメディアン
- Ara - 女優
  - 2016年契約満了。2017年、イ・ジョンジェ、チョン・ウソンが設立したARTIST COMPANYに移籍。
- 伊藤ゆみ - タレント・女優・歌手
  - 2007年2月にイ・スマンの実兄が経営する[116]スターワールド（設立時はSMのファンクラブ運営兼肖像権管理会社[22]）から移籍。2008年、エイベックス・エンタテインメントに再移籍。
- キム・ジフン（金志勛、김지훈）- 男優
  - 2004年にSM側に専属契約の解除を通告しブルーム・エンターテインメントに移籍、SMは契約は有効と主張して訴訟合戦に発展した。2006年の1審ではジフン側が敗訴するも[117]、2007年、韓国公正取引委員会が契約内容は不当としてSM側に是正命令を下している[52]。
- キム・ヨンチョル（김영철）[39] - 男性コメディアン
- ユ・ミンホ（ユ・ミノ、유민호） - 男優
  - 2005年に出演料の未払いなどを理由に専属契約の無効を求めてSM側を提訴し、2006年にソウル中央地方裁判所から「契約の一部規定は社会秩序に反する」として原告勝訴の判決が下された[118]。
- キム・ミンジョン - 歌手、俳優
  - 1988年俳優デビュー。男性デュオ・THE Blueの元メンバー。2006年よりSMに入社し、SM C&C社外取締役も歴任[119]。2023年6月末をもって契約終了[120]。

## ディスコグラフィ
1999年以降、毎年夏と冬にSM所属の歌手が集結し、SMTOWN名義でコンピレーション・アルバムを発表している。制作されない季節や年もある。収録されている曲は、ここでしか聴けないものが大多数を占めている。

### コンピレーション・アルバム
|                               | 発売日                        | タイトル                                               |
| SMエンタテインメント レーベル | SMエンタテインメント レーベル | SMエンタテインメント レーベル                          |
| ----------------------------- | ----------------------------- | ------------------------------------------------------ |
| 1st                           | 1999年12月1日                 | Chirstmas in SMTOWN.com                                |
| 2nd                           | 2000年12月8日                 | Winter Vacation in SMTOWN.com                          |
| 3rd                           | 2001年12月4日                 | Winter Vacation in SMTOWN.com - Angel Eyes             |
| 4th                           | 2002年6月12日                 | 2002 Summer Vacation in SMTOWN.com                     |
| 5th                           | 2002年12月1日                 | 2002 Winter Vacation in SMTOWN.com - My Angel My Light |
| 6th                           | 2003年6月23日                 | 2003 Summer Vacation in SMTOWN.com                     |
| 7th                           | 2003年12月9日                 | 2003 Winter Vacation in SMTOWN.com                     |
| 8th                           | 2004年6月29日                 | 2004 Summer Vacation in SMTOWN.com                     |
| 9th                           | 2006年6月20日                 | 2006 SUMMER SMTOWN                                     |
| 10th                          | 2006年12月12日                | 2006 Winter SMTOWN - Snow Dream                        |
| 11th                          | 2007年7月5日                  | 2007 Summer SMTOWN - FRAGILE                           |
| 12th                          | 2007年12月7日                 | 2007 Winter SMTOWN - Only Love                         |
| 13th                          | 2011年12月13日                | 2011 SMTOWN Winter - The Warmest Gift                  |
| 14th                          | 2021年12月27日                | 2021 Winter SMTOWN : SMCU EXPRESS                      |
| 15th                          | 2022年12月26日                | 2022 Winter SMTOWN : SMCU PALACE                       |
| 16th                          | 2025年2月14日                 | 2025 SMTOWN : THE CULTURE, THE FUTURE                  |

## コンサートツアー
| 年     | タイトル                                          | 月日     | 国               | 都市           | 会場                                   |
| ------ | ------------------------------------------------- | -------- | ---------------- | -------------- | -------------------------------------- |
| 2008年 | SMTown Live 2008                                  | 8月15日  | 韓国             | ソウル         | 蚕室総合運動場                         |
| 2008年 | SMTown Live 2008                                  | 9月13日  | 中国             | 上海           | 上海体育館                             |
| 2009年 | SMTown Live 2009                                  | 2月7日   | タイ             | バンコク       | ラジャマンガラ・スタジアム             |
| 2010年 | SMTown Live World Tour                            | 8月21日  | 韓国             | ソウル         | オリンピック公園 第一体育館            |
| 2010年 | SMTown Live World Tour                            | 9月4日   | アメリカ         | ロサンゼルス   | ステイプルズ・センター                 |
| 2010年 | SMTown Live World Tour                            | 9月11日  | 中国             | 上海           | 上海虹口足球場                         |
| 2011年 | SMTown Live World Tour                            | 1月25日  | 日本             | 東京           | 国立代々木競技場                       |
| 2011年 | SMTown Live World Tour                            | 1月26日  | 日本             | 東京           | 国立代々木競技場                       |
| 2011年 | SMTown Live World Tour                            | 6月10日  | フランス         | パリ           | ゼニス・ドゥ・パリ                     |
| 2011年 | SMTown Live World Tour                            | 6月11日  | フランス         | パリ           | ゼニス・ドゥ・パリ                     |
| 2011年 | SMTown Live World Tour                            | 9月2日   | 日本             | 東京           | 東京ドーム                             |
| 2011年 | SMTown Live World Tour                            | 9月3日   | 日本             | 東京           | 東京ドーム                             |
| 2011年 | SMTown Live World Tour                            | 9月4日   | 日本             | 東京           | 東京ドーム                             |
| 2011年 | SMTown Live World Tour                            | 10月23日 | アメリカ         | ニューヨーク   | マディソン・スクエア・ガーデン         |
| 2012年 | SMTown Live World Tour III                        | 5月20日  | アメリカ         | ロサンゼルス   | ホンダセンター                         |
| 2012年 | SMTown Live World Tour III                        | 6月9日   | 台湾             | 竹北           | 新竹県体育館                           |
| 2012年 | SMTown Live World Tour III                        | 8月4日   | 日本             | 東京           | 東京ドーム                             |
| 2012年 | SMTown Live World Tour III                        | 8月5日   | 日本             | 東京           | 東京ドーム                             |
| 2012年 | SMTown Live World Tour III                        | 8月16日  | 韓国             | ソウル         | 蚕室総合運動場                         |
| 2012年 | SMTown Live World Tour III                        | 9月22日  | インドネシア     | ジャカルタ     |                                        |
| 2014年 | SMTOWN Live World Tour IV                         | 5月20日  | 韓国             | ソウル         | ワールドカップ競技場                   |
| 2014年 | SMTOWN Live World Tour IV                         | 10月4日  | 日本             | 東京           | 味の素スタジアム                       |
| 2014年 | SMTOWN Live World Tour IV                         | 10月5日  | 日本             | 東京           | 味の素スタジアム                       |
| 2014年 | SMTOWN Live World Tour IV                         | 10月18日 | 中国             | 上海           | 上海体育館                             |
| 2015年 | SMTOWN Live World Tour IV                         | 3月21日  | 台湾             | 台湾           |                                        |
| 2015年 | SMTOWN Live World Tour IV                         | 7月5日   | 日本             | 東京           | 東京ドーム                             |
| 2015年 | SMTOWN Live World Tour IV                         | 7月6日   | 日本             | 東京           | 東京ドーム                             |
| 2015年 | SMTOWN Live World Tour IV                         | 7月25日  | 日本             | 大阪           | 京セラドーム                           |
| 2015年 | SMTOWN Live World Tour IV                         | 7月26日  | 日本             | 大阪           | 京セラドーム                           |
| 2016年 | SMTOWN LIVE TOUR V IN JAPAN                       | 7月16日  | 日本             | 東京           | 東京ドーム                             |
| 2016年 | SMTOWN LIVE TOUR V IN JAPAN                       | 7月17日  | 日本             | 東京           | 東京ドーム                             |
| 2016年 | SMTOWN LIVE TOUR V IN JAPAN                       | 8月13日  | 日本             | 大阪           | 京セラドーム                           |
| 2016年 | SMTOWN LIVE TOUR V IN JAPAN                       | 8月14日  | 日本             | 大阪           | 京セラドーム                           |
| 2017年 | SMTOWN LIVE WORLD TOUR VI                         | 7月8日   | 韓国             | ソウル         | ワールドカップ競技場                   |
| 2017年 | SMTOWN LIVE WORLD TOUR VI                         | 7月15日  | 日本             | 大阪           | 京セラドーム                           |
| 2017年 | SMTOWN LIVE WORLD TOUR VI                         | 7月16日  | 日本             | 大阪           | 京セラドーム                           |
| 2017年 | SMTOWN LIVE WORLD TOUR VI                         | 7月27日  | 日本             | 東京           | 東京ドーム                             |
| 2017年 | SMTOWN LIVE WORLD TOUR VI                         | 7月28日  | 日本             | 東京           | 東京ドーム                             |
| 2018年 | SMTOWN LIVE 2018                                  | 4月6日   | アラブ首長国連邦 | ドバイ         | ドバイ                                 |
| 2018年 | SMTOWN LIVE 2018 IN OSAKA                         | 7月28日  | 日本             | 大阪           | 京セラドーム                           |
| 2018年 | SMTOWN LIVE 2018 IN OSAKA                         | 7月29日  | 日本             | 大阪           | 京セラドーム                           |
| 2018年 | SMTOWN LIVE 2018 IN OSAKA                         | 7月30日  | 日本             | 大阪           | 京セラドーム                           |
| 2019年 | SMTOWN LIVE 2019 IN TOKYO                         | 8月3日   | 日本             | 東京           | 東京ドーム                             |
| 2019年 | SMTOWN LIVE 2019 IN TOKYO                         | 8月4日   | 日本             | 東京           | 東京ドーム                             |
| 2019年 | SMTOWN LIVE 2019 IN TOKYO                         | 8月5日   | 日本             | 東京           | 東京ドーム                             |
| 2022年 | SMTOWN LIVE 2022 : SMCU EXPRESS @HUMAN CITY_SUWON | 8月20日  | 韓国             | ソウル         | 水原ワールドカップ競技場               |
| 2022年 | SMTOWN LIVE 2022 : SMCU EXPRESS ＠TOKYO           | 8月27日  | 日本             | 東京           | 東京ドーム                             |
| 2022年 | SMTOWN LIVE 2022 : SMCU EXPRESS ＠TOKYO           | 8月28日  | 日本             | 東京           | 東京ドーム                             |
| 2022年 | SMTOWN LIVE 2022 : SMCU EXPRESS ＠TOKYO           | 8月29日  | 日本             | 東京           | 東京ドーム                             |
| 2023年 | SMTOWN LIVE 2023 SMCU PALACE @JAKARTA             | 9月23日  | インドネシア     | ジャカルタ     | ゲロラ・ブン・カルノ・スタジアム       |
| 2024年 | SMTOWN LIVE 2024 SMCU PALACE @TOKYO               | 2月21日  | 日本             | 東京           | 東京ドーム                             |
| 2024年 | SMTOWN LIVE 2024 SMCU PALACE @TOKYO               | 2月22日  | 日本             | 東京           | 東京ドーム                             |
| 2025年 | SMTOWN LIVE 2025 [THE CULTURE, THE FUTURE]        | 1月11日  | 韓国             | ソウル         | 高尺スカイドーム                       |
| 2025年 | SMTOWN LIVE 2025 [THE CULTURE, THE FUTURE]        | 1月12日  | 韓国             | ソウル         | 高尺スカイドーム                       |
| 2025年 | SMTOWN LIVE 2025 [THE CULTURE, THE FUTURE]        | 5月9日   | メキシコ         | メキシコシティ | エスタディオGNPセグロス                |
| 2025年 | SMTOWN LIVE 2025 [THE CULTURE, THE FUTURE]        | 5月11日  | アメリカ         | ロサンゼルス   | ディグニティ・ヘルス・スポーツ・パーク |
| 2025年 | SMTOWN LIVE 2025 [THE CULTURE, THE FUTURE]        | 6月28日  | イギリス         | ロンドン       | アリアンツ・スタジアム                 |
| 2025年 | SMTOWN LIVE 2025 [THE CULTURE, THE FUTURE]        | 8月9日   | 日本             | 東京           | 東京ドーム                             |
| 2025年 | SMTOWN LIVE 2025 [THE CULTURE, THE FUTURE]        | 8月10日  | 日本             | 東京           | 東京ドーム                             |

## 論争

### 放送局との対立
2001年1月、音楽番組『SBS人気歌謡』の音楽チャートにおいて、S.E.S.が3週目の1位獲得に失敗したことから、SM側が同チャートの公正性に疑問を呈し、所属歌手のSBSへの出演をしばらくの間、取り止める騒ぎが発生した。
2007年11月には、SUPER JUNIORのメンバーが文化放送（MBC）のテレビ番組にレギュラー出演しているにもかかわらず、SBSの裏番組にレギュラー出演するようになったことに対し、MBCの芸能局が「商道徳に反する」としてSM側に改善を求めたものの、SMがこれを拒否。双方は対立し、同芸能局担当のMBCの音楽番組やバラエティ番組からSM所属のタレントが一斉に姿を消す事態が起きた。
その後に一旦、両社は和解の姿勢を見せたが、解決は見られず、翌2008年2月、東方神起の国内活動再開時には、MBCの番組だけ出演を避けるなど、こじれた関係は長く続いた。しかし、同年9月に両社は電撃的に和解し、翌10月に正常化された。

### ファンとの対立
2002年1月、前年にSMを離籍したH.O.T.の元メンバー3名が新たに結成したjtLのプロモーション活動を始めた直後に、突然複数のテレビ局から予定されていた番組出演やPV放送のキャンセルを通告され、収録済みの番組も出演シーンがカットされて放送されたことから、JTLのファンらが、原因はSMによる放送局への圧力だと主張し、SMの本社前でデモを行った。
これに対し、SMやテレビ局側は、圧力の存在を否定したが、10日後に「大衆音楽改革のための連帯会」（演奏家協会や音楽評論家団体などで構成される連合体）が記者会見を開き、放送局が有する編成権や編集権を侵害するような行為を改めるようSM側に求める事態にまで発展した。
2008年3月には、SUPER JUNIORのメンバー追加を進めるSMに対して抗議を展開していた同グループのファンらが小額株主会を結成し、共同でSMの株式を購入した上で、株主の立場からSMの経営陣に対抗するとの声明文を韓国の各報道機関に送った。この団体が取得したのは、全発行株式の0.3%余りであったため、経営に影響を与えることはなかったが、このようなことは過激なファン文化を持つ韓国でも例がなく、現地では大きな話題となった。